# Kosmická struna
Kosmická struna je topologický defekt vznikající pravděpodobně v raném vesmíru jako důsledek fázového přechodu vakua spojeného s narušením kalibrační symetrie. Jde o tenkou velmi hustou trubici přibližně průměru protonu, která je buďto uzavřená, nebo nekonečná. Uzavřené struny se mají tendenci vyzařovat ve formě gravitačních vln. Fakt, že topologické defekty (především monopóly) nebyly ve vesmíru pozorovány, uspokojivě vysvětlila až inflační teorie – během inflační fáze byly „odfouknuty“ za hranici dnes pozorovatelného vesmíru.
Prostoročas kolem kosmické struny je plochý (tj. nezakřivený), jeví však tzv. deficitní úhel – bod pohybující se po kruhové dráze kolem struny se vrátí na původní pozici po opsání méně než 360°. Struna tedy sice gravitačně nepůsobí na okolní částice, ale náboj v její blízkosti působí prostřednictvím struny silou sám na sebe. Z velmi těsné blízkosti kosmické struny je elektromagnetické pole vytlačeno.
Jinými topologickými defekty jsou např. monopóly nebo doménové stěny.